# Ione Belarra Urteaga
Ione Belarra Urteaga (Pamplona, 25 de setembre de 1987) és una política i psicòloga espanyola, ministra de Drets Socials i Agenda 2030 del Govern d'Espanya (2021-2023). És secretària general de Podem des del 13 de juny de 2021.
Membre del consell ciutadà estatal de Podem, ha estat diputada per Navarra de les XI, XII, XIII i XIV legislatures del Congrés dels Diputats. Abans de ser ministra, havia estat portaveu adjunta del grup confederal d'Unides Podem i Secretària d'Estat per a l'Agenda 2030.

## Trajectòria
El novembre de 2014, va accedir al Consell Ciutadà Estatal de Podem, després de la votació en primàries. Va ser nomenada responsable de l'àrea de Drets Humans, Civisme i Diversitat.
Va ocupar el primer lloc per la circumscripció electoral de Navarra de Podem per a les eleccions generals espanyoles del 20 de desembre de 2015; i va aconseguir un escó en el Congrés dels Diputados. Posteriorment va ser escollida vocal suplent de la Diputació Permanent i membre suplent de la Delegació espanyola en l'Assemblea de la Unió Interparlamentària (UIP).
En les eleccions generals de 2016 va tornar a encapçalar la llista de Podem per Navarra i va obtenir un escó en la XII Legislatura Espanyola al Congrés dels Diputats.
El 12 de febrer de 2017 torna a ser escollida en primàries com a Consellera ciutadana estatal de Podem. El 18 de febrer de 2017 va ser nomenada portaveu adjunta del grup confederal Unidos Podemos al Congrés dels Diputats. Així mateix, passa a formar part del grup de tècnics i experts que conformen l'«assaig general del futur govern» o «govern a l'ombra» de Podem.
L'any 2018 participà en el llibre La España de Abel. 40 jóvenes españoles contra el cainismo en el 40 aniversario de la Constitución Española, un assaig en el qual 40 joves valoren l'"Espanya democràtica i les diferents maneres de viure la identitat nacional", coincidint amb el 40 aniversari de la Constitució Espanyola de 1978.

### Ministre de Drets Socials i Agenda 2030
Fou nomenada ministre de Drets Socials i Agenda 2030 del primer govern de coalició d'Unides Podem i el PSOE quan Pablo Iglesias va deixar els càrrecs per ser el candidat de Podem a les eleccions autonòmiques de la Comunitat de Madrid de 2021.

### Secretària general de Podem
El 13 de juny de 2021 és escollida nova secretària general de Podem, substituint Pablo Iglesias, que va dimitir després que els partits de dretes sumessin majoria absoluta a les eleccions a l'Assemblea de Madrid,
El 12 d'abril de 2025 la cinquena assemblea del partit va marcar-se l'objectiu de tornar a ser el referent a l'esquerra del PSOE i rebutjà la proposta d'acostament que Yolanda Díaz ha adreçat diverses vegades des de Sumar, i va reelegir Ione Belarra com a líder amb un 90% de suports i Irene Montero de número dos.

## Obres
Publicacions i col·laboracions:
- 2013 - Does Living with Mean Living Together? An in-Depth Analysis of Coexistence in Host Homes for sub-Saharan Population in the City of Madrid
- 2013 - Experiencia: Geografías de la adolescencia en el área de Madrid
- 2013 - Hacia la educación intercultural: Un largo camino de ida y vuelta.: En A. Manzanares (coord.) Temas educativos en el punto de mira (pp. 160-186). Madrid: Wolters Kluwer
- 2014 - Construcción de subjetividades en tiempos de emprendimiento
- 2014 - Repensando el proceso: propuestas críticas para la educación social desde la perspectiva socio-constructivista Revista Educación Social, Nº19
- 2014 - Modernisation of Higher Education in Europe : access, retention and employability. Brussels : EACEA.
- 2014 - Aprendizaje de la ciudadanía y participación Mata, P.; Ballesteros, B. y Gil Jaurena,I.
- 2018 -  La España de Abel : 40 jóvenes españoles contra el cainismo en el 40 aniversario de la Constitución Española. 1ª.  Barcelona: Ediciones Deusto, 2018, p. 216. ISBN 978-84-234-2973-8.